# Maspalomas
Maspalomas ist ein internationaler Ferienort auf Gran Canaria. Der Ort gehört zur Gemeinde San Bartolomé de Tirajana (Spanien).

## Geografie
Maspalomas liegt an der Südspitze der kanarischen Insel Gran Canaria, an der Küste des Atlantiks. Im südöstlichen Teil wird der Ort durch die Dünen von Maspalomas vom Meer getrennt. Maspalomas besteht zum Großteil aus Ferienanlagen und der dazugehörigen Infrastruktur.
Der Ort gliedert sich in folgende Teile, die durch Schluchten und Durchgangsstraßen begrenzt sind:
- Pasito Blanco und El Hornillo: mit Yachthafen im Westen des Ortes gelegen, bei einem Golfplatz vom Rest der Ortschaft getrennt, Wohnort von wohlhabenderen Einwohnern
- Meloneras: südwestlicher Teil, bestehend aus größeren Hotelanlagen, Einkaufszentrum und Kongresshalle, erbaut seit 1997
- El Oasis: südlichster Teil beim Leuchtturm Faro de Maspalomas, bestehend aus einigen Ferienanlagen aus den 1960er-Jahren
- Sonnenland: nordwestlicher Teil von Maspalomas, erbaut auf einem Bergkamm mit kleineren Hotels und privaten Wohnanlagen in den 1980er-Jahren – seit 1997 sind größere Hotels hinzugekommen
- El Tablero: nördlicher Teil, bereits auf der Nordseite der Autobahn, Wohnort vieler Hotelangestellter
- Campo International und Campo de Golf: in einer weiten Schlucht nördlich der Dünen, südöstlich von Sonnenland, bestehend meist aus Bungalowanlagen und einem Golfplatz, erbaut zwischen 1980 und 1995.
- Parque urbano del sur: In der Schlucht zwischen Sonnenland und San Fernando ist ein Stadtpark auf einer Fläche von 0,6 Hektar[1] angelegt.
- Parque Tony Gallardo im Campo Internacional: Park mit 4000 m², nach Erneuerung wiedereröffnet im Januar 2020.[2]
- Playa del Inglés: östlich von Campo International, erbaut in den 1960er und 1970er Jahren.
- San Fernando de Maspalomas: nördlich von Playa del Inglés, zwischen der ehemaligen Landstraße GC-500 und der Autobahn; die ersten Häuser und eine kleine Kirche (1996 abgerissen) wurden vom Conde de la Vega Grande für seine Arbeiter und Angestellten errichtet und am 1. März 1961 feierlich eingeweiht.[3]
- San Agustín: im Anfang der 1960er-Jahre gebaut als erster Anfang der Ferienanlagen
- Playa del Águila: Siedlung bei einem kurzen Strand östlich von San Agustín
- Bahía Feliz: nordöstlich von Playa del Águila mit Privatunterkünften, Apartmentanlagen und Hotels

Von Meloneras bis San Agustín, einer Strecke von zehn Kilometern, gehen die verschiedenen Ortsteile direkt ineinander über.

### Dünen von Maspalomas

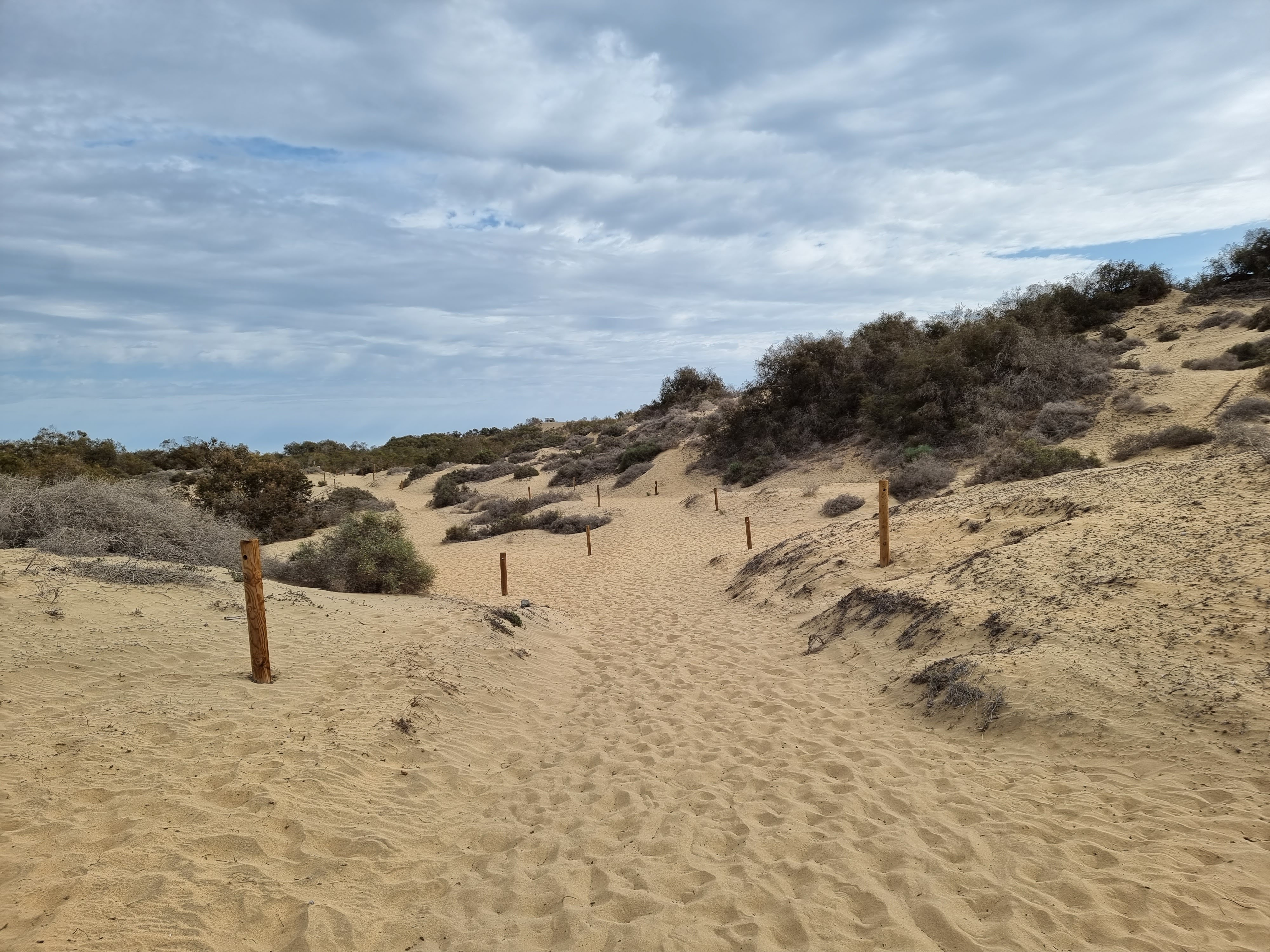
Die Dünen dürfen nur auf gekennzeichneten Wegen durchquert werden.

Die Dünen im Südosten von Maspalomas erstrecken sich über eine Länge von sechs und eine Breite von ein bis zwei Kilometern. Der Sand besteht hier nicht aus Gesteinstrümmern, sondern überwiegend aus von der Brandung angeschwemmtem und zerriebenem Korallen- und Muschelkalk – durch die Calima verwehter Sand aus der Sahara ist nicht der eigentliche Ursprung. Schwere Stürme im Frühjahr 2006 sowie im Februar 2010 richteten einigen Schaden an und spülten viel Sand ins Meer.
Die Dünen sind ein beliebter Treffpunkt für homosexuelle Männer, Swinger und Nudisten. Sie grenzen zudem an den einzigen offiziellen FKK-Strand Gran Canarias. Am Leuchtturm findet sich eine Oase („La Charca“), in der zahlreiche Wasservögel brüten. Sie steht ebenso wie die Dünen seit 1987 unter Naturschutz. Seit 2020 wird das Naturschutzgebiet überwacht. Die Durchquerung der Dünenlandschaft ist nur noch auf vordefinierten Wegen erlaubt, die durch Holzpfähle gekennzeichnet sind. Das Verlassen der Pfade kann mit Geldbußen von bis zu 600.000 Euro bestraft werden.

## Wirtschaft und Verkehr
Maspalomas ist vom Tourismus geprägt. Der Ort besitzt keine anderen relevanten Wirtschaftszweige. In der Nähe von Montaña Blanca befindet sich eine Bodenstation (englisch Mission Control Center) der spanischen Raumfahrtbehörde Instituto Nacional de Técnica Aeroespacial (INTA). Es gibt viele Einkaufszentren und Vergnügungsparks. Eine besondere Attraktion ist der rund zehn Kilometer nördlich gelegene Palmitos Park, der während der verheerenden Waldbrände in den letzten Julitagen 2007 erheblichen Schaden nahm und am 4. August 2008 wiedereröffnet wurde.
Maspalomas ist durch die Inselautobahn GC-1 und durch Buslinien mit dem Flughafen Gran Canaria und der Inselhauptstadt Las Palmas de Gran Canaria sowie der Westküste verbunden.
Das Nahverkehrsnetz ist gut ausgebaut. Tagsüber und innerhalb von Maspalomas/Playa del Inglés fahren die in der Regionalsprache „Guaguas“ genannten modern ausgestatteten Busse der Global in der Regel im Takt von 20 Minuten. Ein wichtiger Knotenpunkt ist der Busbahnhof am Leuchtturm.

## Klima
|                       | Jan | Feb | Mär | Apr | Mai | Jun | Jul | Aug | Sep | Okt | Nov | Dez |   |      |
| Mittl. Tagesmax. (°C) | 19  | 19  | 19  | 20  | 21  | 22  | 24  | 25  | 24  | 24  | 22  | 21  | ⌀ | 21,7 |
| Mittl. Tagesmin. (°C) | 17  | 17  | 17  | 18  | 19  | 20  | 21  | 22  | 22  | 22  | 20  | 19  | ⌀ | 19,5 |
|                       |     |     |     |     |     |     |     |     |     |     |     |     |   |      |
| Niederschlag (mm)     | 4   | 5   | 8   | 4   | 2   | 2   | 2   | 9   | 7   | 15  | 12  | 6   | Σ | 76   |
|                       |     |     |     |     |     |     |     |     |     |     |     |     |   |      |
| Regentage (d)         | 8   | 7   | 8   | 8   | 6   | 4   | 5   | 7   | 8   | 11  | 11  | 8   | Σ | 91   |

| 17 |

| 17 |

| 17 |

| 18 |

| 19 |

| 20 |

| 21 |

| 22 |

| 22 |

| 22 |

| 20 |

| 19 |

| 17 |

| 17 |

| 17 |

| 18 |

| 19 |

| 20 |

| 21 |

| 22 |

| 22 |

| 22 |

| 20 |

| 19 |

## Geschichte
Vom 10. bis ins 15. Jahrhundert lebten hier Ureinwohner der Kanaren. Ab dem 17./18. Jahrhundert wurde der Ort wieder besiedelt. Der 68 Meter hohe Leuchtturm El Faro wurde 1889 errichtet.

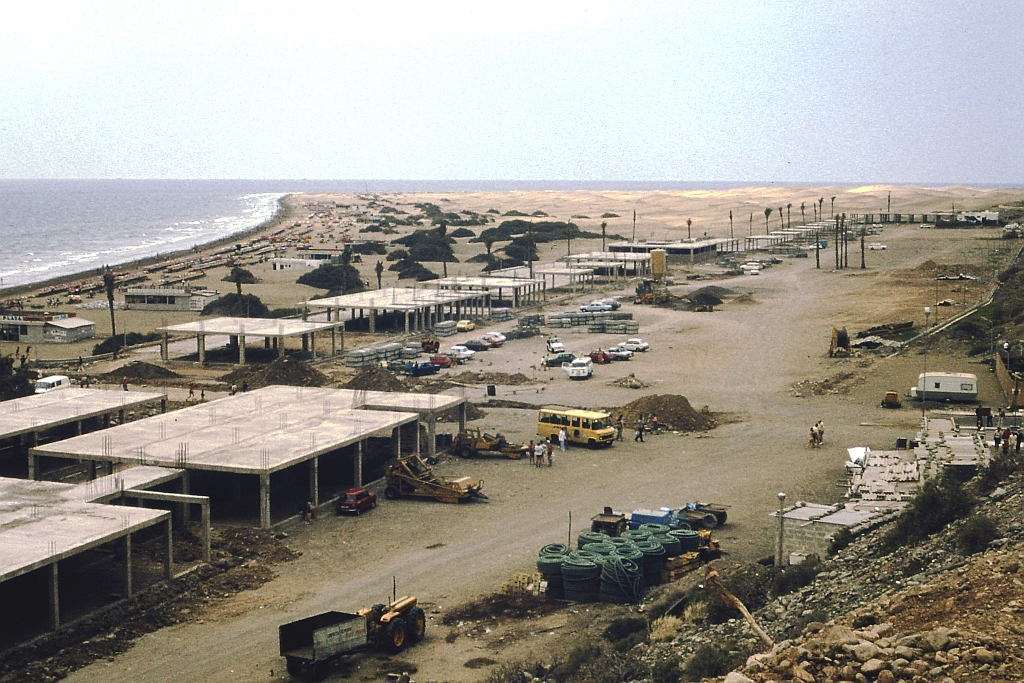
Bauarbeiten am Strand von Playa del Inglés – 1978

Maspalomas ist der älteste Ferienort an der Südküste Gran Canarias. Der touristische Bauboom begann im Jahre 1960. Damals beschloss der Großgrundbesitzer Conde de la Vega Grande, zu dessen Landgut La Elvira große Teile des Inselsüdens gehörten, vom wachsenden Massentourismus zu profitieren, der zu dieser Zeit bereits auf dem Festland von Spanien und den Balearen florierte. An Gran Canaria ging der Aufschwung mit Ausnahme des eher traditionellen Tourismus in der Großstadt Las Palmas bis dahin jedoch vorbei. Zu jener Zeit war der Süden von Gran Canaria ein karger, halbwüstenhafter und nur spärlich besiedelter Landstrich. Aufgrund des Maspalomas Costa Canaria genannten Bebauungsplans begannen jedoch im Oktober 1962 die Bauarbeiten, welche die gesamte Gegend veränderten.
Nach mehrmaliger Verkleinerung des Dünengebiets durch die wachsende Bebauung in früheren Jahren und den Ausbau des Golfplatzes und Siedlung Campo de Golf, wurde das Dünengebiet 1987 unter Naturschutz gestellt.

### Ortsbild und Bebauungsplan

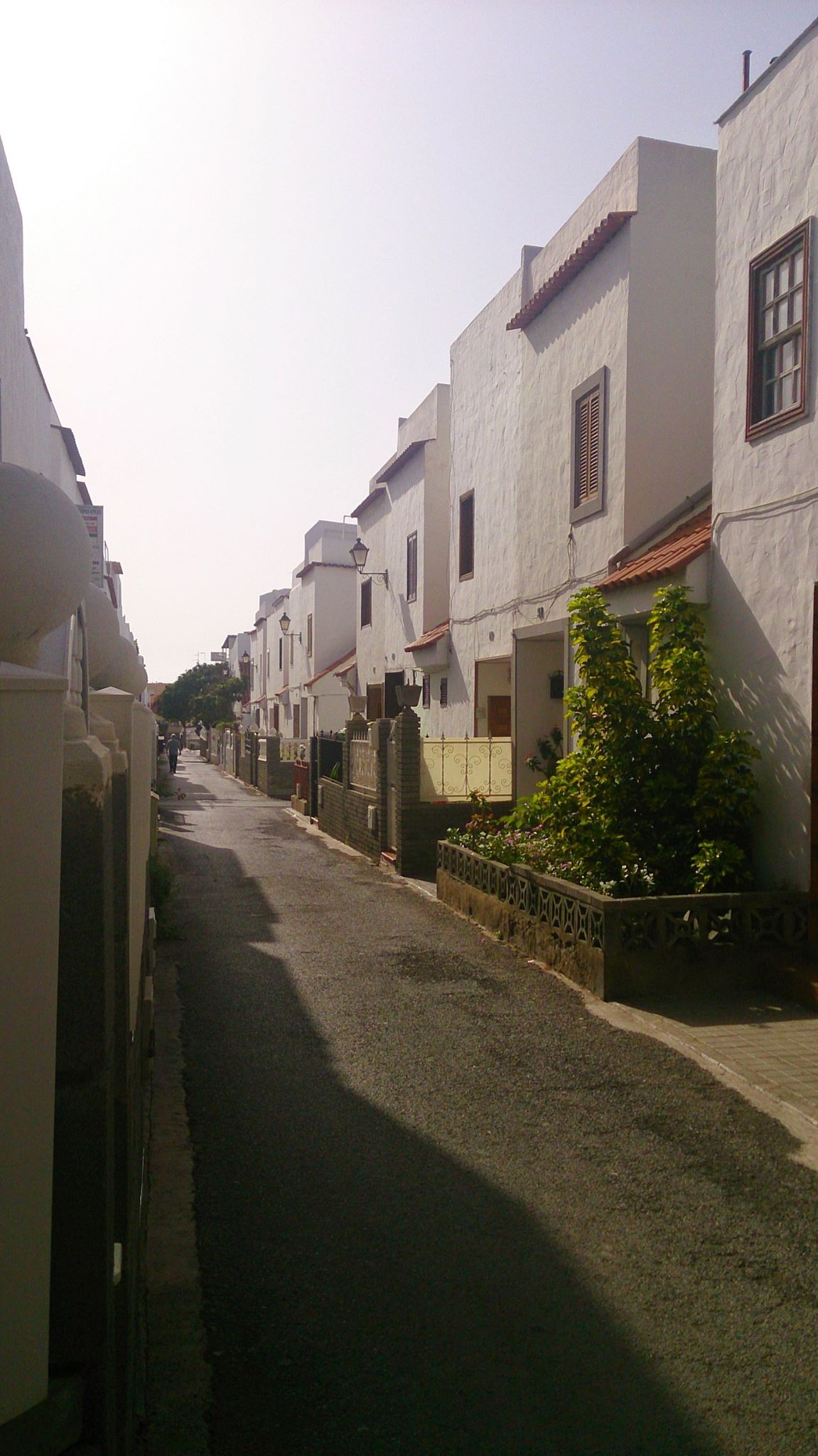
Die Wohngegend El Patronato in San Fernando, konzipiert für Angestellte und Arbeiter

Für die Südspitze der Insel sah der Bebauungsplan vier Siedlungskerne vor: Zunächst drei überwiegend für Ferienanlagen vorgesehene Orte namens Playa del Inglés, etwas weiter östlich davon San Agustín sowie Maspalomas (heute: Meloneras) weiter südwestlich am alten Leuchtturm. Eine weitere Siedlung ist San Fernando, das sich unmittelbar nördlich an Playa del Inglés anschließt und vorwiegend für Spanier gedacht war, die in den zu erbauenden Ferienanlagen arbeiten würden. Von diesen Siedlungen ist San Fernando die einzige, die zumindest ansatzweise einen historischen Kern vorzuweisen hat. Ein historischer Dorf- oder gar Altstadtkern findet sich hier dagegen nicht.
Insbesondere in Playa del Inglés ist trotz verschiedener Änderungen des Bebauungsplanes noch gut die differenzierte Gestaltung einzelner Straßen und Siedlungsteile zu erkennen. So waren einige Straßen (zum Beispiel die Avenida de Tirajana) gezielt als Einkaufsstraßen mit vielen Geschäften und mehrgeschossiger Hotelbebauung geplant. Dazwischen und besonders am westlichen und südöstlichen Ortsrand befinden sich mehrere Viertel, in denen eine lockere, stark durchgrünte Bebauung mit Gärten und freistehenden Bungalows im spanischen Stil vorherrscht. Die Qualität des Gesamteindrucks wurde in späteren Jahren allerdings dadurch gemindert, dass vorwiegend im Norden von Playa del Inglés bei Hotelneubauten die Anzahl der Stockwerke deutlich erhöht wurde.
Trotzdem hebt sich Playa del Inglés von vergleichbaren spanischen Massentourismuszielen wie beispielsweise Benidorm oder Torremolinos immer noch positiv durch eine deutlich geringere Bebauungsdichte und eine geringere Bauhöhe ab.

## Abbildungen

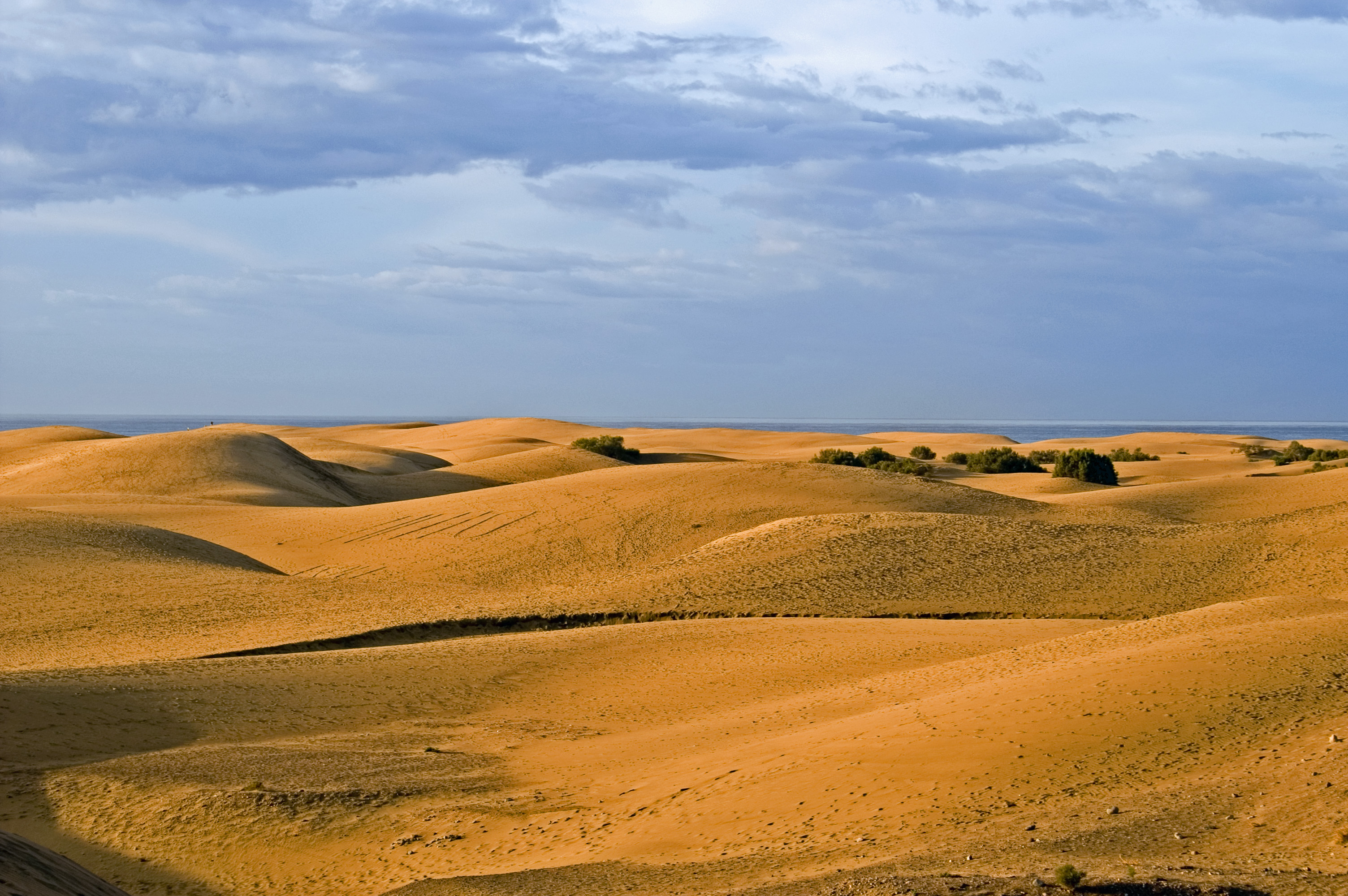
Dünen von Maspalomas im diffusen Sonnenaufgangslicht
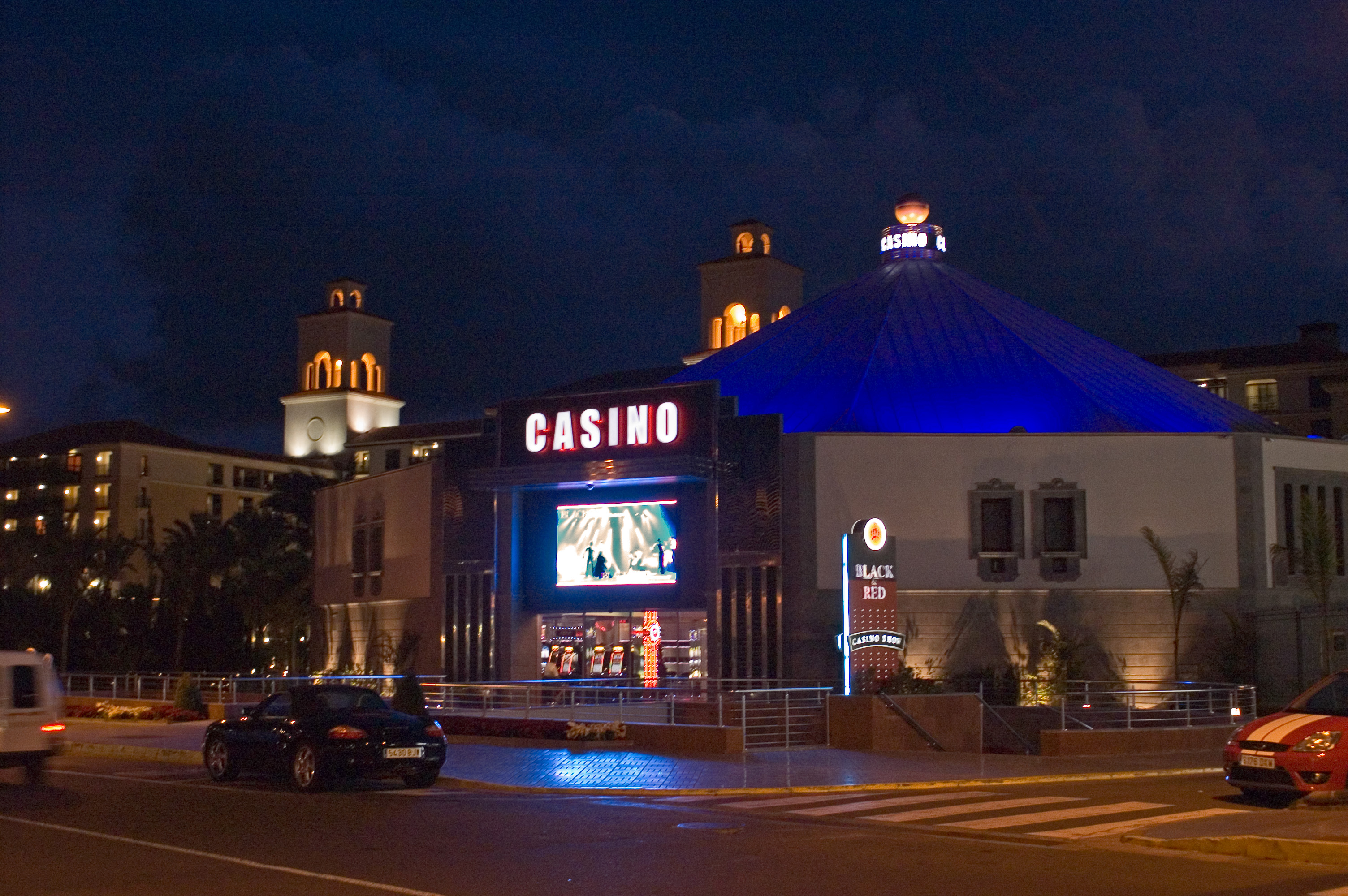
Casino Maspalomas bei Nacht
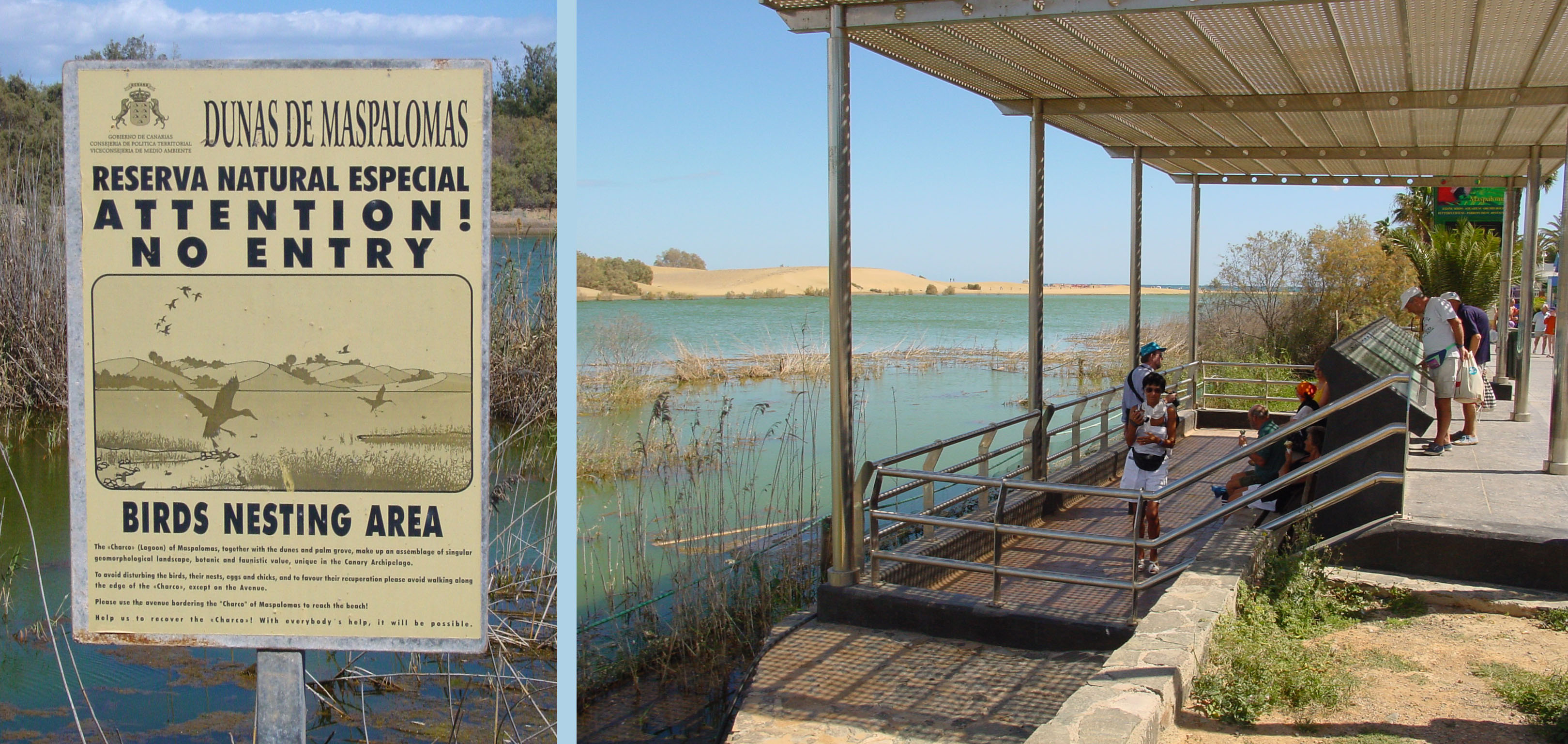
Lagune
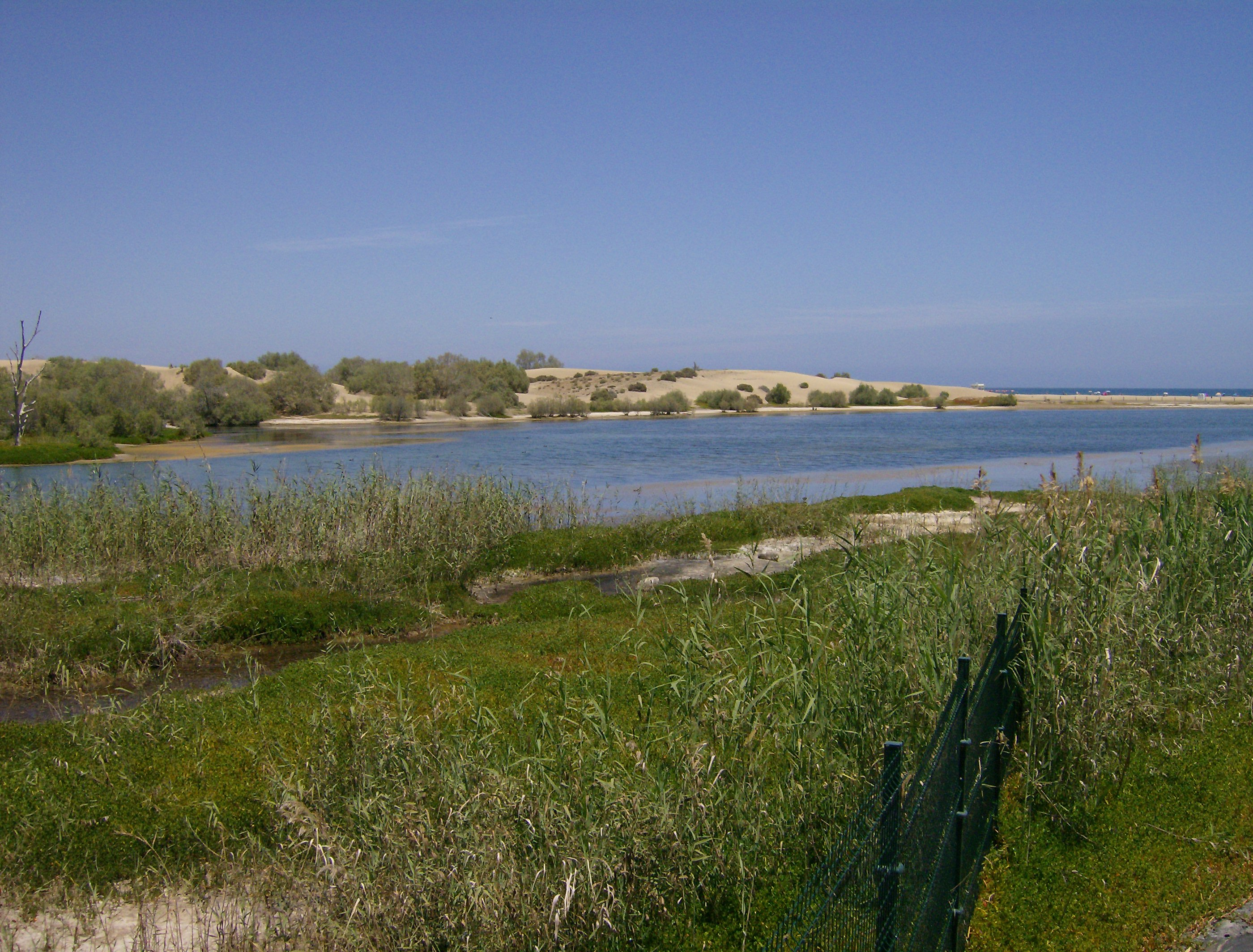
La Charca
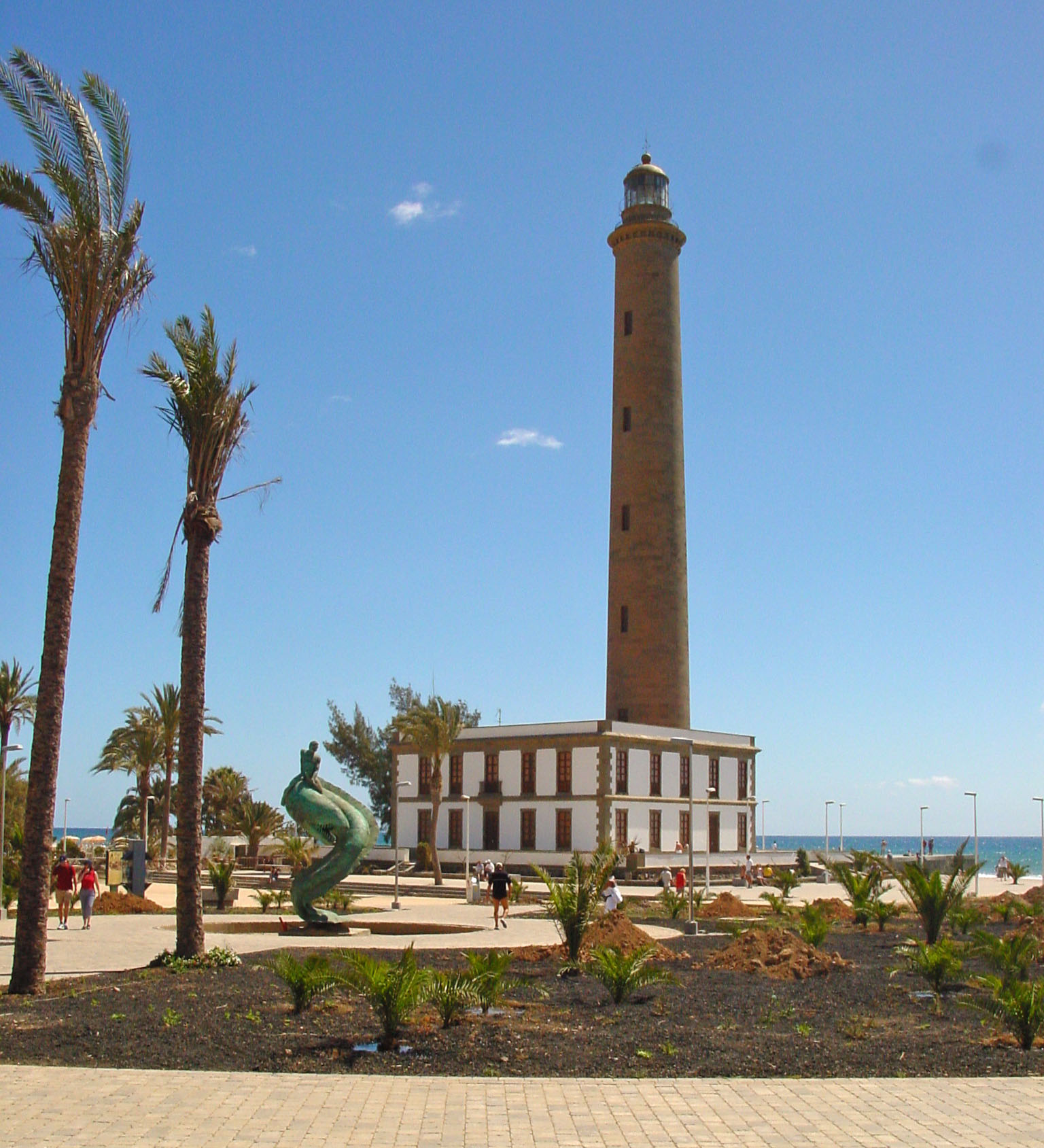
Leuchtturm El Faro
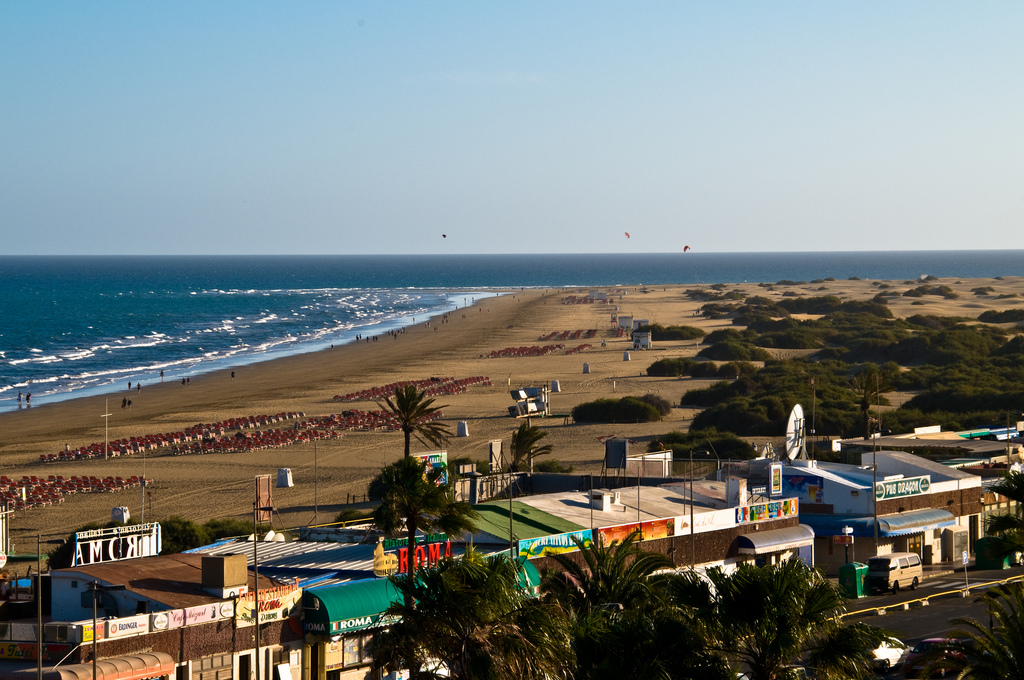
Blick auf den hinteren Teil des Strandes von Playa del Inglés mit der Promenade Anexo II
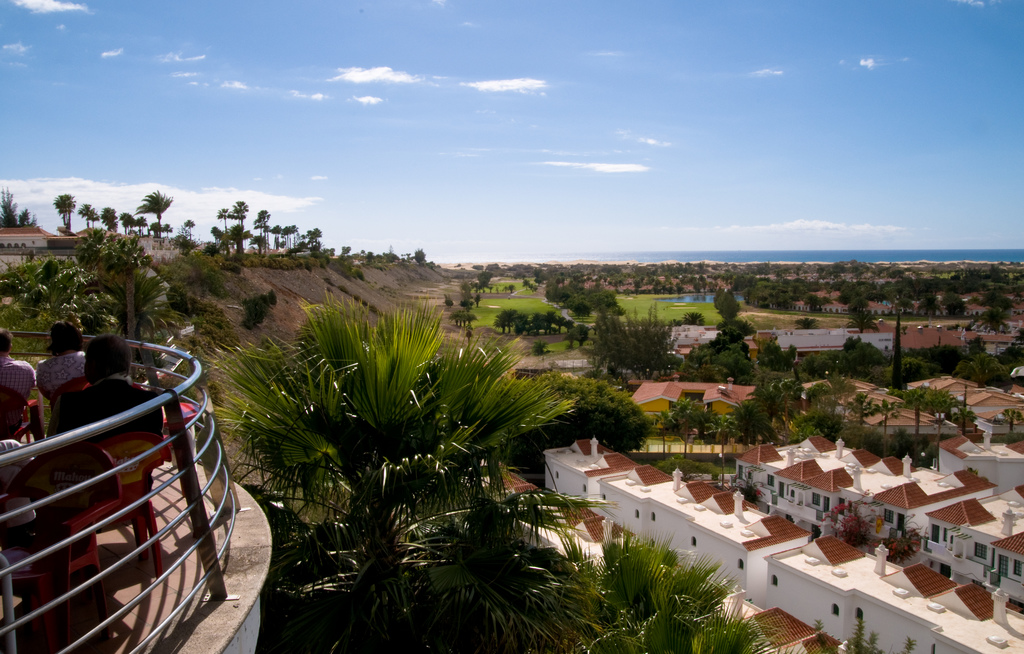
Blick von Playa del Inglés auf Maspalomas (Campo Internacional und die Golfersiedlung Campo de Golf)